# Comotia torsicornis
Comotia torsicornis is een vlinder uit de familie snuitmotten (Pyralidae). De wetenschappelijke naam is voor het eerst geldig gepubliceerd in 1914 door Dyar.
De soort komt voor in Europa.